# Jet 2

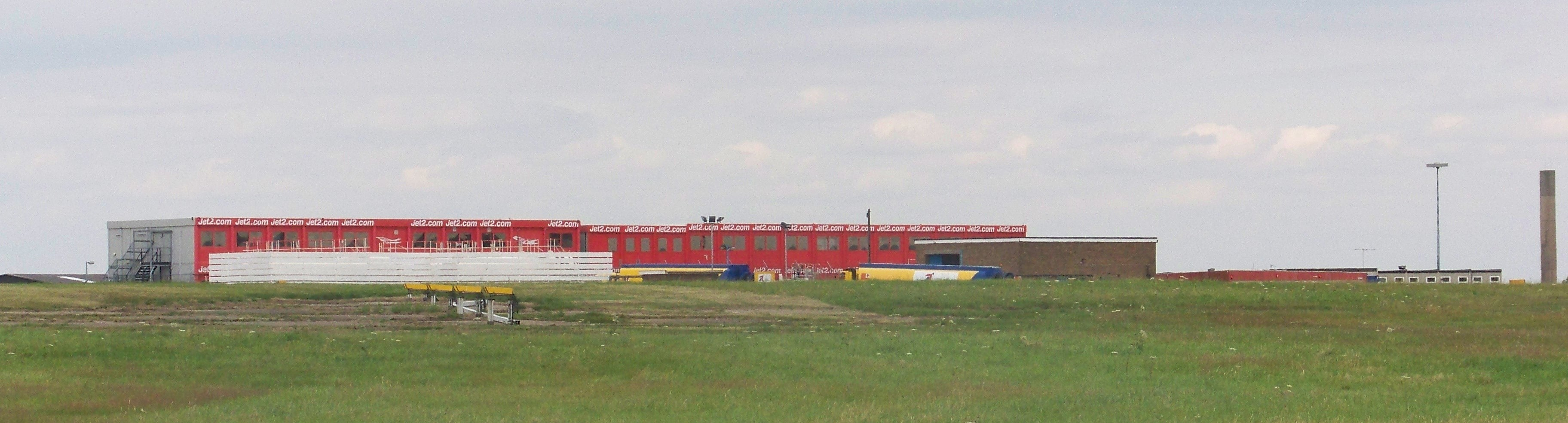
Low Fare Finder House, le siège de Jet2.com

Jet 2 (code AITA : LS ; code OACI : EXS ; indicatif d'appel : Channex) est une compagnie aérienne à bas prix britannique basée à Leeds en Angleterre. C'est le nom commercial de Channel Express (Air Services) Ltd.

## Histoire

### Création et premières années
- 2002 : création de la compagnie.
- 2003 : le 15 février, la compagnie opère son premier vol depuis l'aéroport de Leeds-Bradford.
- 2004 : Jet 2 établi un nouveau hub à l'aéroport International de Manchester.
- 2005 : Dart Group PLC (en) (propriétaire de la compagnie) annonce qu'il a acheté deux Boeing 757-200 de New Mexorado Gas LLC afin d'étendre les opérations Jet 2.
- 2006 : Dart Group PLC décide de regrouper l'ensemble de ses activités aériennes dans la compagnie Jet 2. La compagnie commence alors des activités de vols charters et de fret.

### Expansion
En novembre 2008, Jet2.com a changé son slogan de «La compagnie aérienne à bas prix du Nord» à «Friendly Low Fares». La compagnie a ouvert un hub à l'aéroport d'East Midlands, le premier hub de la compagnie aérienne en dehors du nord de l'Angleterre et de l'Écosse. La base à l'aéroport d'East Midlands a ouvert ses portes en mai 2010.
En 2010, la compagnie aérienne a annoncé qu'une huitième base à l'aéroport de Glasgow serait ouverte en avril 2011, avec neuf liaisons initiales. La base a été ouverte le 31 mars, un peu plus tôt que prévu. En janvier 2011, la compagnie aérienne a introduit des Boeing 737-800 d'occasion dans sa flotte.
Jet2.com a transporté plus de neuf millions de passagers en 2017; son total le plus élevé enregistré.
Le 17 septembre 2016, la compagnie aérienne a reçu son premier Boeing 737-800 flambant neuf issu de la commande d'une trentaine réalisée en 2015. En septembre 2016, Jet2.com a annoncé le début de vols depuis les aéroports de Birmingham et de Londres Stansted (première base de la compagnie aérienne dans le sud de l'Angleterre) en mars 2017[réf. nécessaire]. En novembre 2016, Jet2.com a ouvert son nouveau hangar de maintenance à l'aéroport de Manchester. En décembre 2016, Jet2.com a annoncé avoir commandé quatre autres Boeing 737-800, portant le total des commandes à 34.

### Dernières années
En 2019, Jet2.com a reçu la livraison de son 34e nouveau Boeing 737-800, portant sa flotte à plus de 100 avions. Toujours en 2019, Jet2.com a transporté un record de 14,39 millions de passagers sur 82931 vols soit une augmentation de plus de 18% par rapport à l'année précédente[réf. nécessaire].
En raison de la pandémie de coronavirus, Jet2.com a annoncé qu'elle suspendait les opérations aériennes jusqu'au 15 juillet 2020 au moins. La compagnie aérienne a continué à exploiter des vols de rapatriement pour les citoyens britanniques à l'étranger. Le 17 août 2020, Jet2 a annoncé via BALPA, le licenciement de 102 pilotes en raison de la pandémie COVID-19.
Le 11 novembre 2020, Jet2.com et Jet2holidays ont annoncé ouvrir leur dixième base britannique à l'aéroport de Bristol le 1er avril 2021, opérant vers 33 destinations.
Fin août 2021, la compagnie passe une commande de 36 Airbus A321neo d'une valeur de 4,9 milliards de dollars (4,1 milliards d’euros) aux prix catalogue. Ces appareils sont destinés à moderniser sa flotte, principalement composée de Boeing 737NG. L'A321neo est, d'après la compagnie "l'avion le plus efficient de sa catégorie". C'est la première commande qu'effectue Jet2 chez Airbus, au détriment du successeur naturel des 737NG, le 737 MAX. L'accord portant sur les 36 avions peut être étendu jusqu'à 60 appareils. Côté caractéristiques techniques, les Airbus A321neo commandés compteront 232 sièges et seront équipés de la cabine AirSpace. Le choix du moteur - entre le PW1100G du motoriste américain Pratt & Whitney et LEAP de CFM International (filiale à 50-50 du couple Safran-General Electric) - n'a pas encore été arrêté. La livraison des appareils est prévue entre 2023 et 2028,. La compagnie avait déjà mis en service l'A321 afin de tester ce type d'avion.

## Flotte
En mai 2025, la flotte de Jet2.com est composée de 120 appareils. La moyenne d'âge de la flotte est de 13,6 ans:
De plus, en location Jet2 exploite régulièrement 2 A330-243 d'AirTanker Services (G-VYGL et G-VYGM).

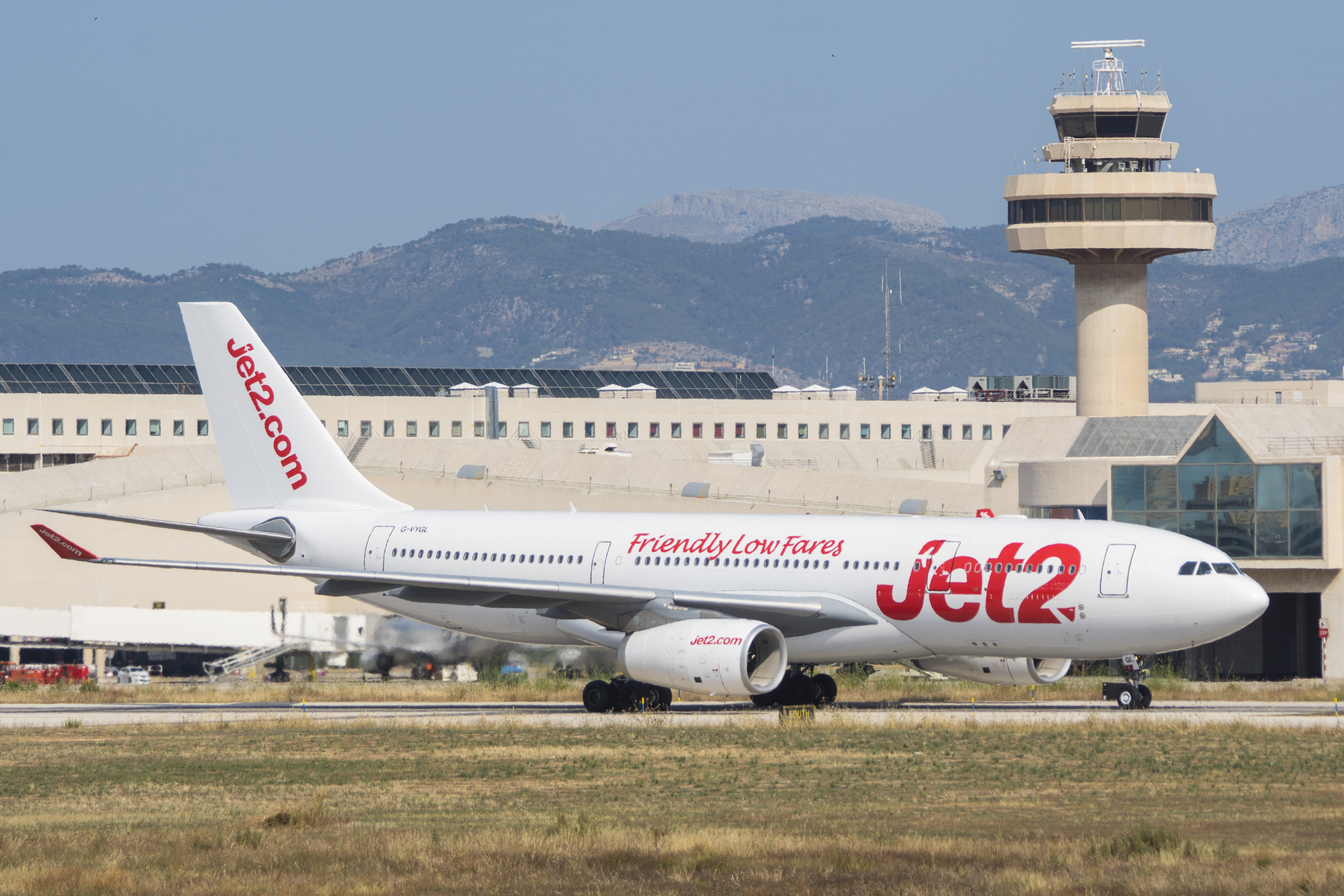
A330-243 d'AirTanker à l'aéroport de Palma de Majorque (G-VYGL).

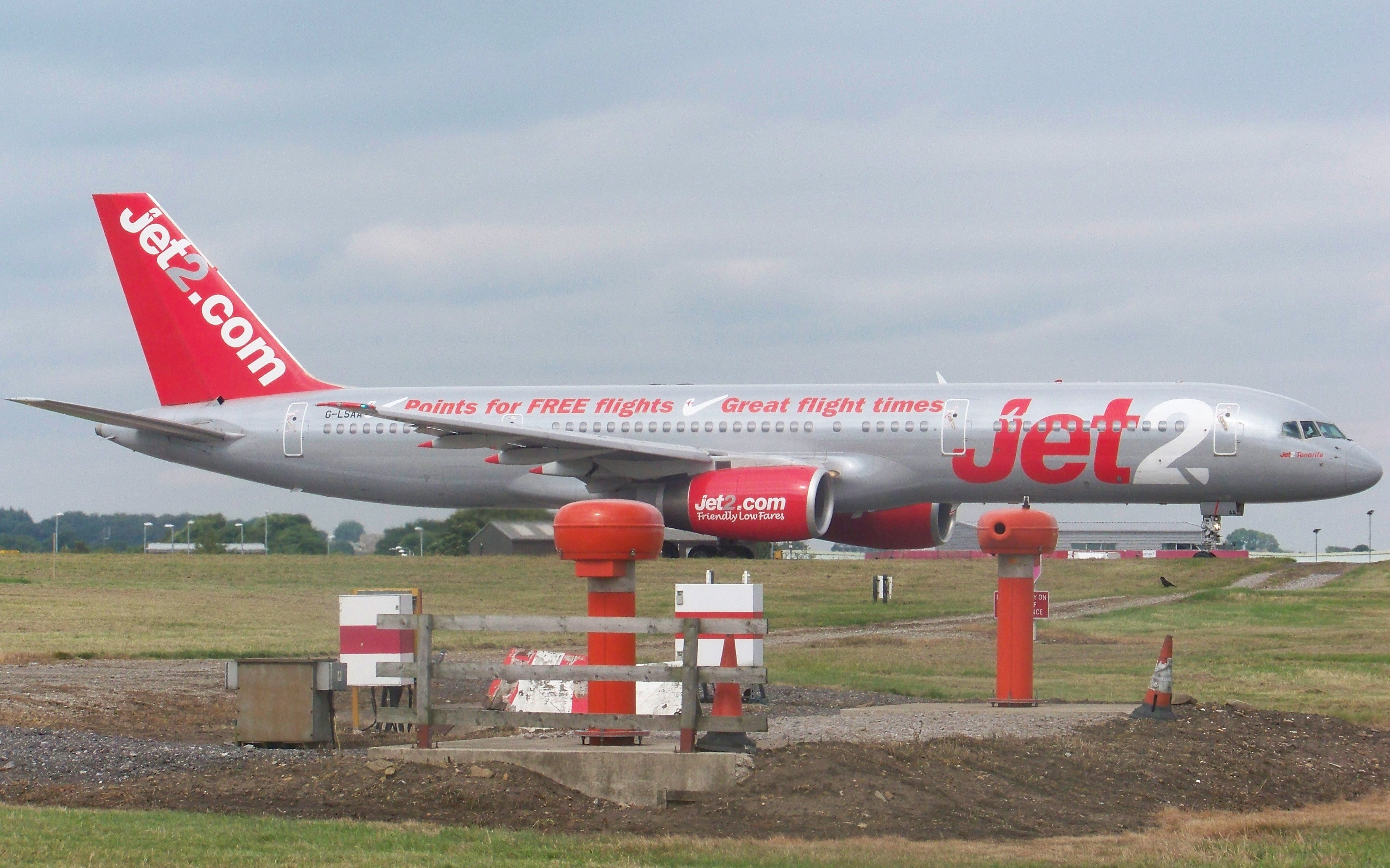
Boeing 757-200 (G-LSAA) de la compagnie.